# Tiro ao Álvaro
Tiro ao Álvaro ist ein Samba-Stück des Brasilianers Adoniran Barbosa aus dem Jahr 1960, das sich auf die Diktatur der 1960er Jahre bezieht. Das Stück ist ein Samba paulista.
Der Titel des Liedes bezieht sich auf den Sport des Scheibenschießens, der in Brasilien tiro ao alvo genannt wird. Während der Militärdiktatur wurde ein Gegner des Regimes alvo (Zielscheibe) genannt. Barbosa, in der Hoffnung, nicht zensiert zu werden, änderte den Begriff in den Vornamen Álvaro, der eine Assonanz mit alvo hat.

## Aufnahmen
Tiro ao Álvaro wurde von weiteren Künstlern aufgenommen, darunter:
- 1980: Elis Regina
- 1990: Demônios da Garoa
- 2007: Diogo Nogueira
- 2010: Zélia Duncan
- 2016: Péricles (für den Soundtrack der Telenovela Haja Coração)